# Francesco Pedrini
Francesco Saverio Pedrini (1973) is een Italiaans organist en klavecinist.

## Levensloop
In 2003 behaalde Pedrini de Vierde prijs in het internationaal orgelconcours, gehouden in Brugge in het kader van het Festival Musica Antiqua.
Hij speelt vaak met de leden van het ensemble L'Aura Soave en heeft met hen platenopnamen gedaan, onder meer werk van Antonio Caldara (1670-1736) en Mauro d'Alay (c.1687-1757).
Pedrini is voornamelijk in Parma muzikaal actief. Hij is er lid van de Accademia Organistica di Parma en artistiek directeur van het Festivale Internazionale di Improvvisazione Organistica dat voor het eerst doorging in 2006.
Hij doceert ook aan de Schola Cantorum Basiliensis.
Hij geeft concerten in binnen- en buitenland, zowel op orgel als op klavecimbel, onder meer op het Muziekfestival van Modena.
In 2007 voerde hij tijdens een concert met muziek voor Witte Donderdag in de Gereformeerde kerk van Hinwil een orgelfantasie uit, gebaseerd op het gregoriaanse gezang "Terra tremuit" (offertorium voor Pasen), hiermee de band leggende tussen hedendaagse en middeleeuwse muziek.